# Rackith

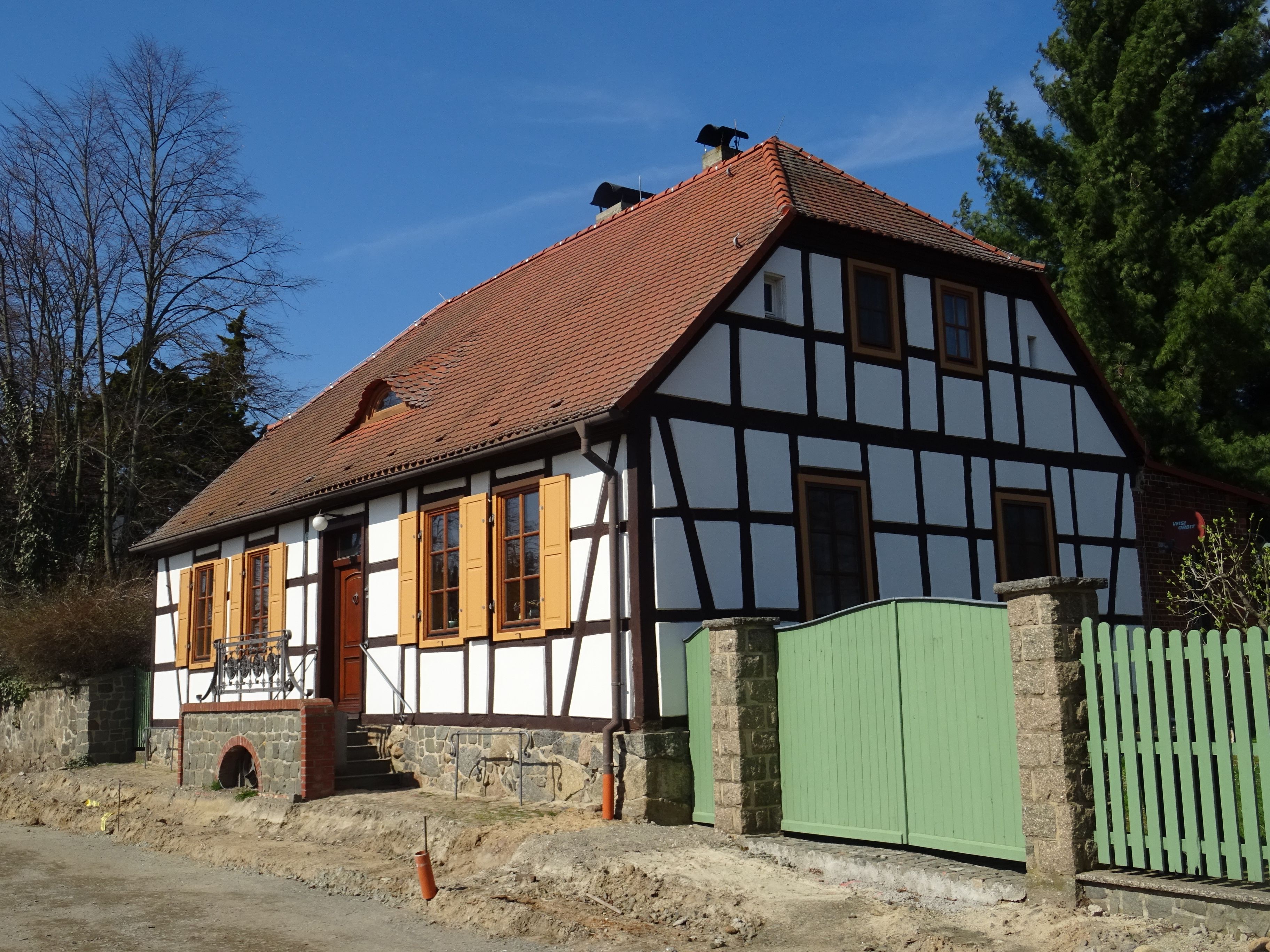
Schule

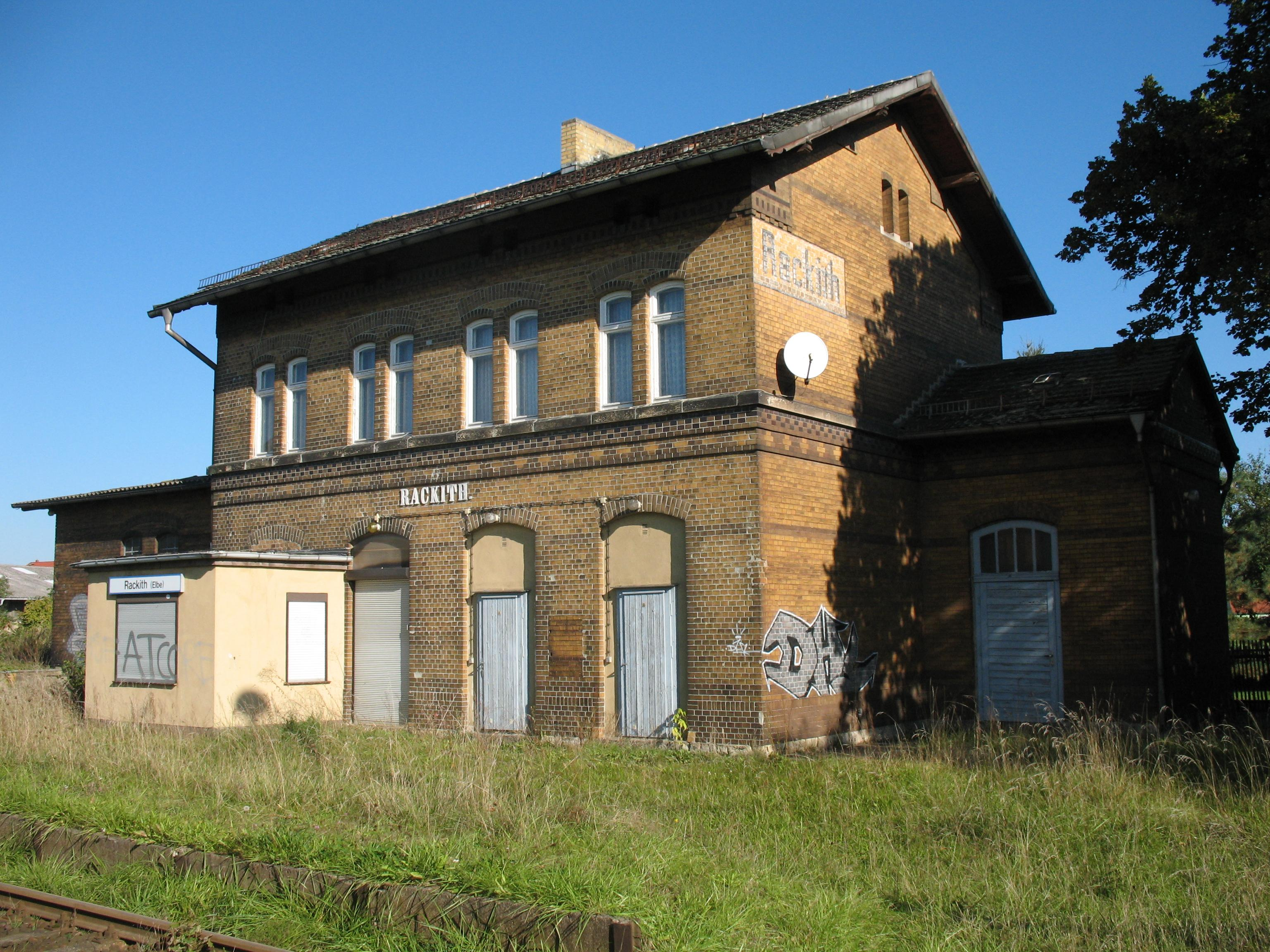
Haltepunkt Rackith (Elbe)

Rackith ist ein Ortsteil der Stadt Kemberg im Landkreis Wittenberg in Sachsen-Anhalt.

## Geografie
Rackith liegt ca. 12 km südöstlich von Lutherstadt Wittenberg.

## Geschichte
1004 wurde Rackith erstmals urkundlich erwähnt. Aus einem schon im 11. Jahrhundert bezeugten Burgward entwickelte sich das spätere Rittergut.
Am 1. Juli 1950 wurden die bis dahin eigenständigen Gemeinden Bietegast und Lammsdorf als Ortsteile eingegliedert.
Am 1. Januar 2010 wurde die bis dahin selbstständige Gemeinde Rackith zusammen mit den Gemeinden Dabrun, Eutzsch, Radis, Rotta, Schleesen, Selbitz, Uthausen und Wartenburg in die Stadt Kemberg eingemeindet. Gleichzeitig wurde die Verwaltungsgemeinschaft Kemberg, zu der Rackith gehörte, aufgelöst.

## Sehenswürdigkeiten
- Dorfkirche mit Fachwerkturm und barocker Inneneinrichtung
- Grabstätten auf dem Friedhof des Ortsteils Lammsdorf für eine namentlich bekannte Polin und eine unbekannte Rumänin, die während des Zweiten Weltkrieges nach Deutschland verschleppt und hier Opfer von Zwangsarbeit wurden.

## Wirtschaft und Infrastruktur
Verkehr
Die Bundesstraße 182, die Wittenberg und Torgau verbindet, führt direkt am Ortsteil vorbei.
Die eingleisige Bahnstrecke Pratau–Torgau mit den Haltepunkten Rackith (Elbe) und Rackith Süd ist seit 2014 stillgelegt. Im Sommer 2016 und 2017 verkehrten auf der Strecke an den Wochenenden wieder Reisezüge der Heide-Bahn bis nach Eilenburg.